# ドミホ
ドミホとは、名古屋の中部日本放送（CBCラジオ）で毎週土曜日23:30～24:00(JST)に放送されていたラジオ番組。番組名の由来は土曜日の「土（ド）」＋「美穂」（パーソナリティ吉岡の名前）。
2004年10月9日放送開始。2005年9月24日終了。吉岡はこの番組が開始する以前は毎日放送（MBSラジオ）で同じ時間帯にラジオ番組のパーソナリティをしていた。

## 出演者
- 吉岡美穂
- 都築あこ
- 赤松寛子
- 田中いちえ

## 主なコーナー
- 実験吉岡ラボラトリー（リスナーから寄せられた色々な定説や噂を実験するコーナー）
- キャッチはきゃっちりと（様々な物などにリスナーがキャッチコピーを考えるコーナー）
- 美穂はいつでも漫才三唱（リスナーからの漫才のネタを基に即興で漫才を披露するコーナー）
- 癒されません!（変える前は癒されて変えた後は癒されないというものを紹介するコーナー）
- これ募集します!ってこれって大喜利じゃないの?（ネタコーナー）